# 武昌鱼
武昌鱼，学名团头鲂（Megalobrama amblycephala），俗称樊口鳊鱼、团头鳊、缩项鲂，為輻鰭魚綱鯉形目鯝科的其中一種。

## 分布
本魚盛产于中國湖北省鄂州市（古称武昌县）与武汉市江夏区（亦为武昌县）交界的梁子湖中。武昌魚因爲味道鮮嫩，也是湖北菜中的一道名菜。《武昌县志》载“产樊口者甲天下。是处水势回旋，深潭无底，渔人置罾捕得之，止此一罾味肥美，余亦较胜别地。”同时，以“鳞白而腹内无黑膜者真”。
通江处为樊口，此地水势回旋，并有大小回流之分。《武昌县志》记载有“在樊口者曰大回，在钓台下者曰小回”，而唐代的元结有歌曰：“樊口欲东流，大江欲北来，樊口当其南，此中为大回。回中鱼好游，回中多约勾。漫欲作渔人，终焉得所水。”歌中所说的：“回中鱼”，即是武昌鱼，由此可知，武昌鱼喜欢生活在回流之中。
武昌鱼的学名是由中国鱼类生态学家易伯鲁於1955年命名的，因而易先生被誉为“武昌鱼之父”。

## 特徵
本魚體側扁且背部顯著隆起，魚體略呈菱形。頭短小而略尖突，口小且端位，自腹鰭至肛門有腹棱，鱗片中等大，側線完全。魚體背部灰黑色，形成數條不明顯的灰色縱紋，尾鰭叉形，背鰭硬棘3枚；背鰭軟條7枚；臀鰭硬棘3枚；臀鰭軟條25至27枚，體長可達35公分。

## 生態
本魚棲息于水深5至20公尺。為初級淡水魚，棲息於湖泊或水庫中下水層，喜好淤泥底質且水草茂盛的靜止水域，生長快，屬雜食性，幼魚以甲殼類，成魚以水生植物為主食。產粘性卵於水草上。

## 經濟利用
為中國重要的養殖類，適合各種烹飪方式食用。2012年其總產量在世界最重要水產養殖魚類品種名單中排名第12位，總重量為71萬噸，價值11.6億美元。

## 文人墨客的题咏
- “岂其食鱼，必河之鲂？”（《诗经·衡门》）
- 庚信：“还思建业水，终忆武昌鱼。”（北周《奉和就丰殿下言志十首》（其八））
- 陆凯：“宁饮建业水，不食武昌鱼。宁还建业死，不止武昌居。”（三国·吴）
- 岑参：“秋来倍忆武昌鱼，梦魂只在巴陵道。”（唐《送费子归武昌》）
- 元结：“樊水欲东流，大江又北来。樊山当其南，此中有大回。回中鱼好游，回中多钓舟。漫欲作渔人，终焉无所求。”（唐《漫歌八曲·大回中》）
- 苏轼：“长江绕廓知鱼美，好竹连山觉笋香。”（宋《初到黄州》）
- 苏轼：“晓日照江面，游鱼似玉瓶。谁言解缩项，食饵每遭烹。”（宋《鳊鱼》）
- 王安石：“昔人宁饮建业水，共道不食武昌鱼。”（宋《寄鄂州张使君》）
- 范成大：“却笑鲈江垂钓手，武昌鱼好便淹留。”（宋《鄂州南楼诗》）
- 苏洞：“紫髯何事忽迁都，只应翻忆武昌鱼。（宋《金陵杂兴》）
- 周端朝：“晓梦惊辞赤壁鹤，夜栖看打武昌鱼。”（南宋《三江口》）
- 马祖常：“携幼归来拜丘陵，南游莫忘武昌鱼。”（元《送宋显示夫南归》）
- 何景明：“此去且随彭蠡雁，何须不食武昌鱼。”（明《送卫进士推武昌》）
- 汪玄锡：“莫道武昌鱼好食，乾坤难了此生愁。”（明）
- 梁鼎芬因喜食武昌鱼，曾将其收房名为“食鱼斋”。（清）
- 毛泽东：“才饮长沙水，又食武昌鱼。”